# Talal Mansour

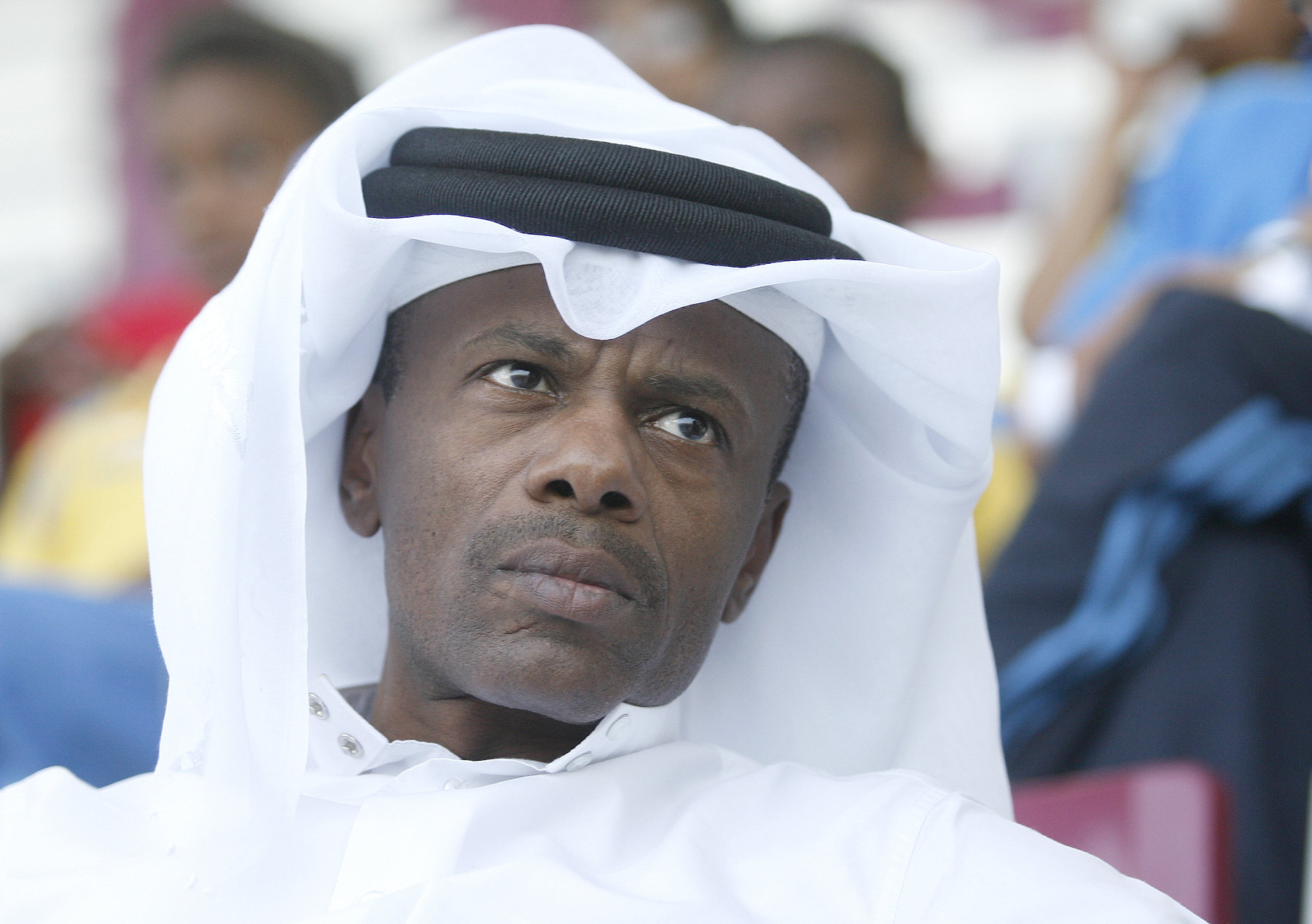
Talal Mansour 2011

Talal Mansour Bakhit ar-Rahim (arabisch طلال منصور, DMG Ṭalāl Manṣūr; * 8. Mai 1964) ist ein ehemaliger katarischer Leichtathlet.
Er war bekannt als Sprinter und stellte am 18. Juni 1992 mit 10,14 s im 100-Meter-Lauf in Budapest seine persönliche Bestmarke auf. Er hält den asiatischen Rekord für den 60-Meter-Lauf mit 6,51 s.
Er qualifizierte sich für die Olympischen Spiele 1984 in Los Angeles, bei denen er in der 4-mal-100-Meter-Staffel antrat. Talal Mansour qualifizierte sich für die Halbfinals und belegte dort den achten Platz. Auch bei den Spielen 1988 und 1992 trat er für sein Heimatland Katar in den Disziplinen 100-Meter-Lauf und 4-mal-100-Meter-Staffel an. Allerdings schaffte er den Einzug in die Finalrunde nicht. Bei den Leichtathletik-Hallenweltmeisterschaften 1993 beendete er den 60-Meter-Lauf in 6,57 s und gewann die Bronzemedaille. Am 15. Oktober 1994 gelang ihm seine Bestleistung im 200-Meter-Lauf und er beendete die Strecke in 20,41 s.